# Меличешти (Прахова)
Меличешти (рум. Melicești) насеље је у Румунији у округу Прахова у општини Телега. Oпштина се налази на надморској висини од 558 m.

## Становништво
Према подацима из 2002. године у насељу је живело 584 становника, од којих су сви румунске националности.